# Wolvenhof

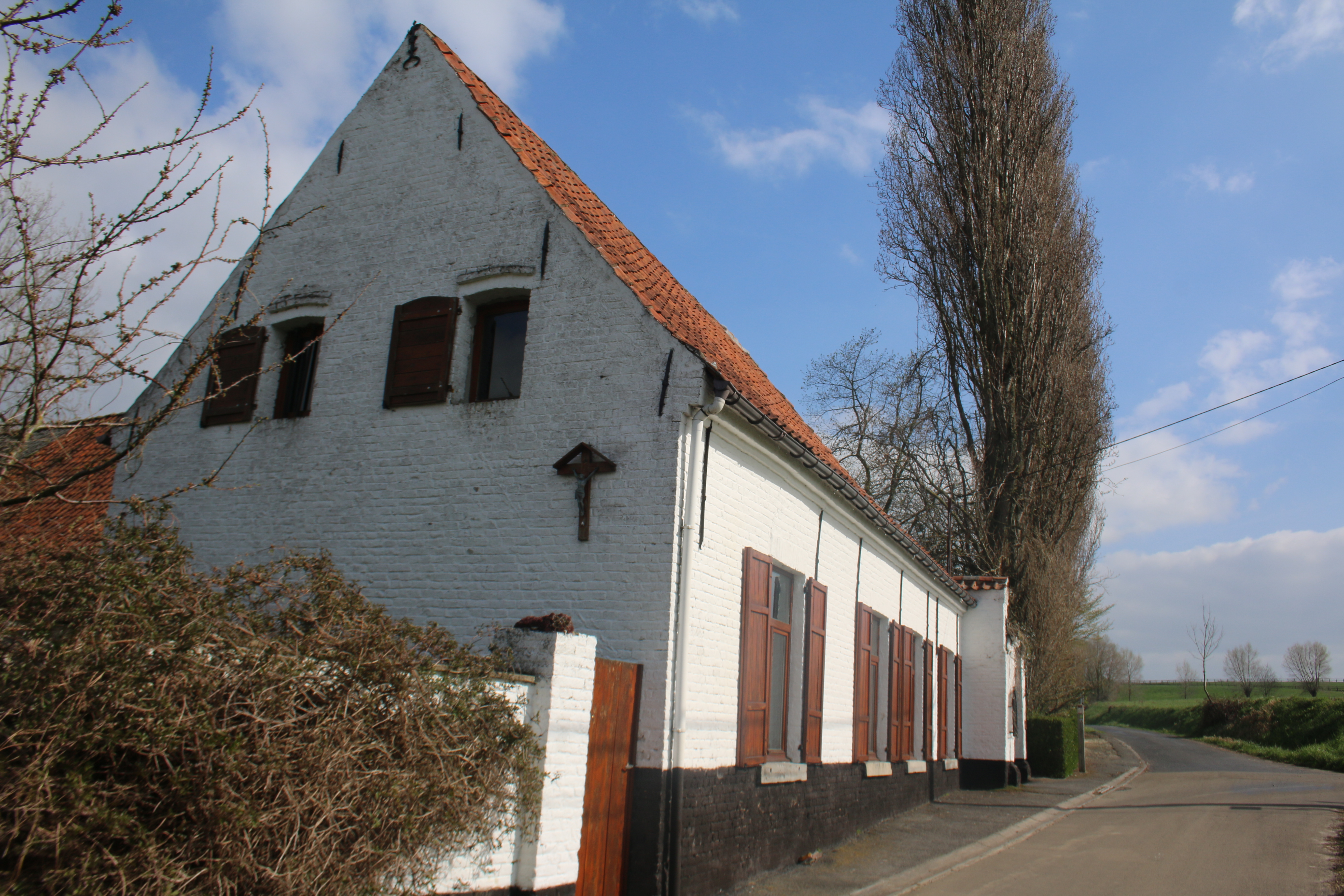
Het Wolvenhof

Het Wolvenhof is een historische hoeve aan de Wolvenhoek in de Vlaamse Ardennen in Sint-Goriks-Oudenhove, deelgemeente van de Belgische stad Zottegem. Het hoevecomplex bestaat uit een in L-vorm gebouwd boerenhuis (uit de 18de eeuw) met stal en een haaks daarop aansluitende dwarsschuur. Op de Ferrariskaart (1771-1778) stond de hoeve aangeduid als vierkantshoeve. Deze gesloten vierkantshoeve was in 1859 bezit van Gerard Baert, burgemeester van Sint-Goriks-Oudenhove. In 1859 verdween drie vierde van de hoevegebouwen tijdens een brand. De L-vormige woningvleugel bleef behouden. In 1861 kreeg het hoevecomplex een semigesloten vierkante aanleg. In 1967 werd de hoeve na sloop van twee vleugels gereduceerd tot het huidige uitzicht. In een balk boven de haard staat het jaartal 1671 gebeiteld . Aan het Wolvenhof is ook nog een paardenput.

## Afbeeldingen

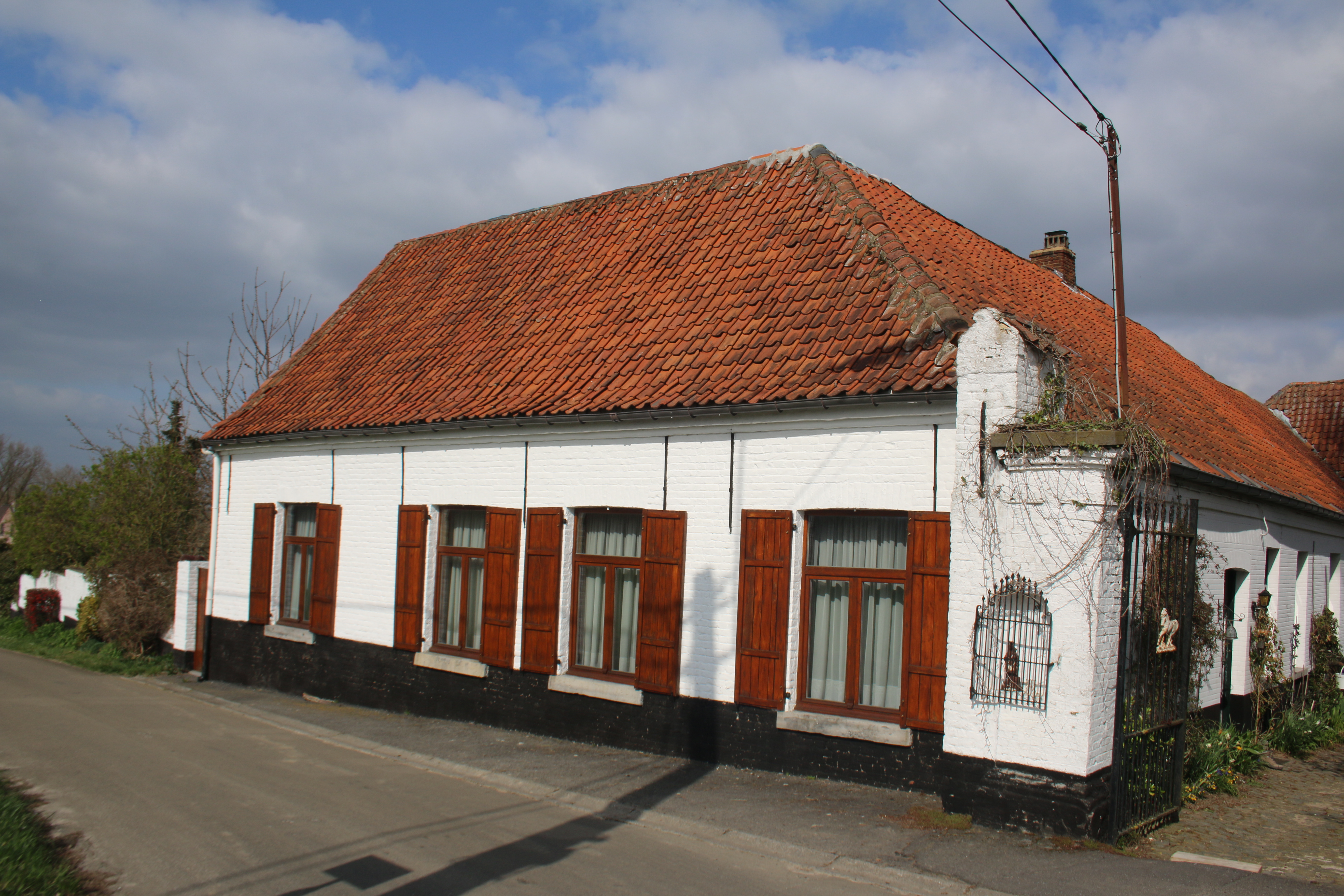
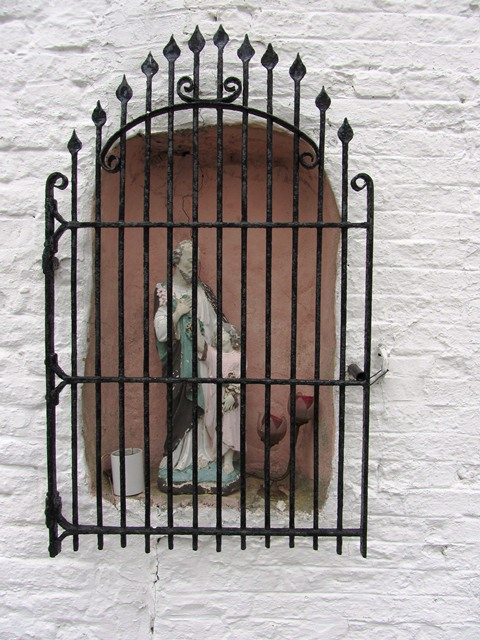
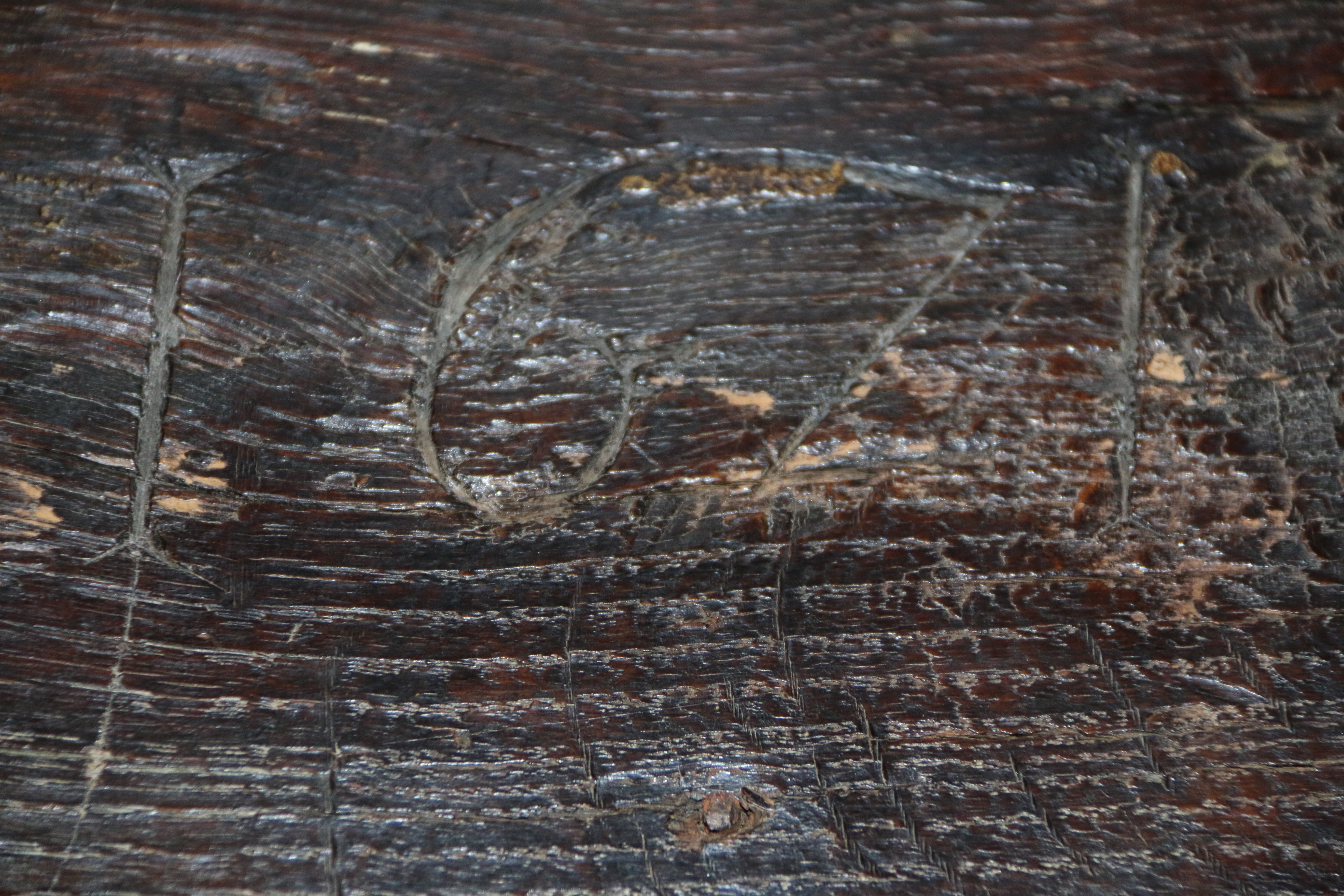
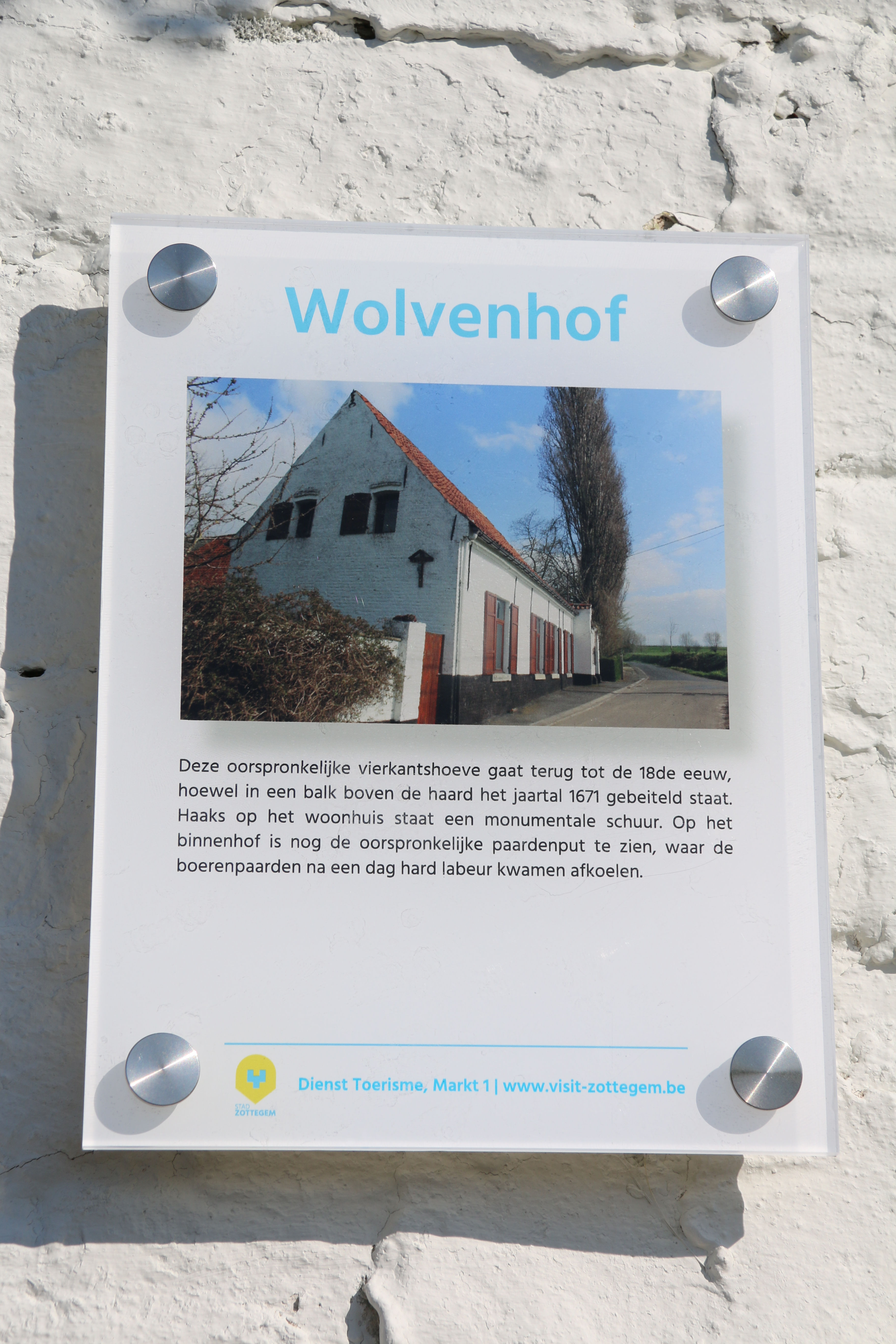
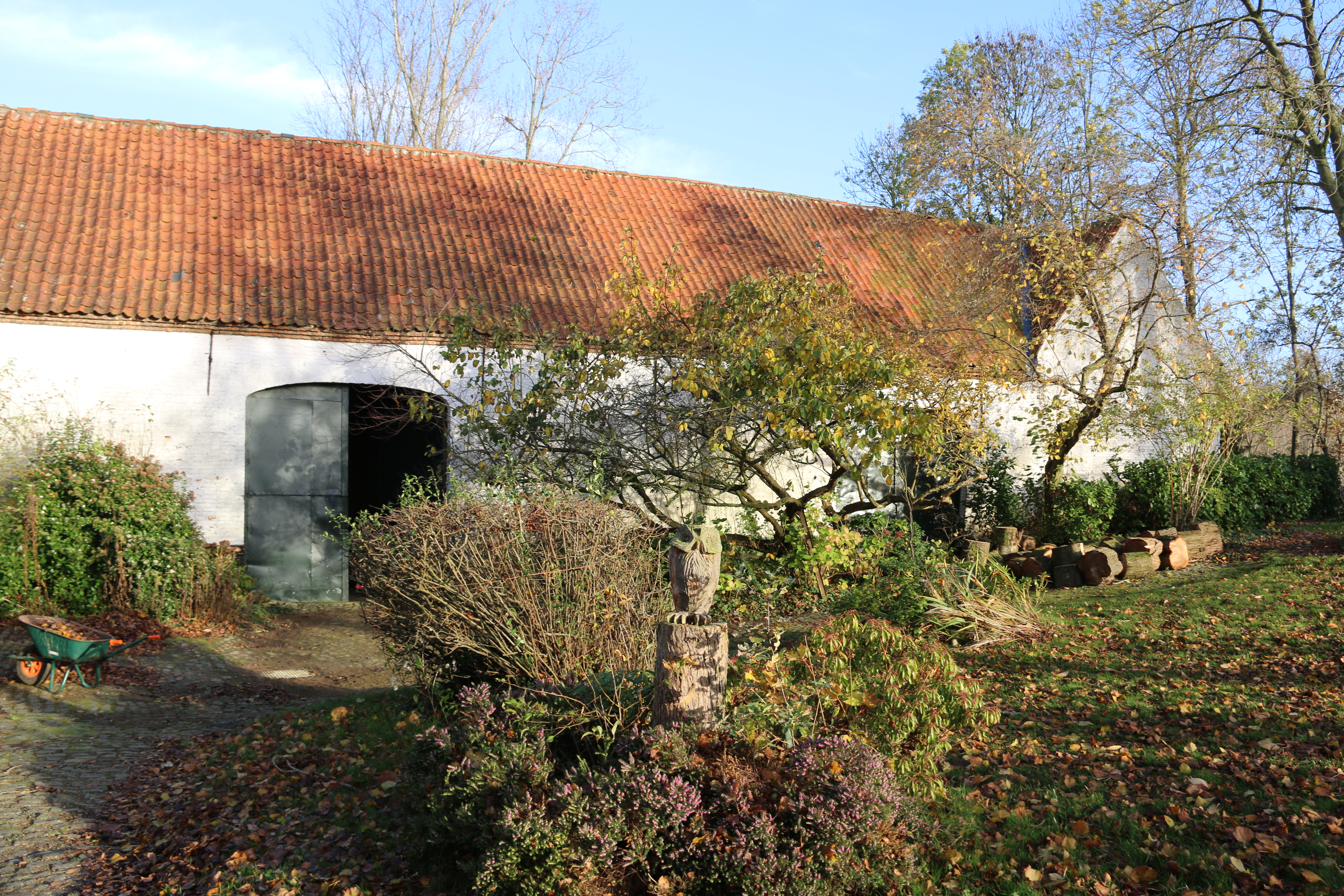
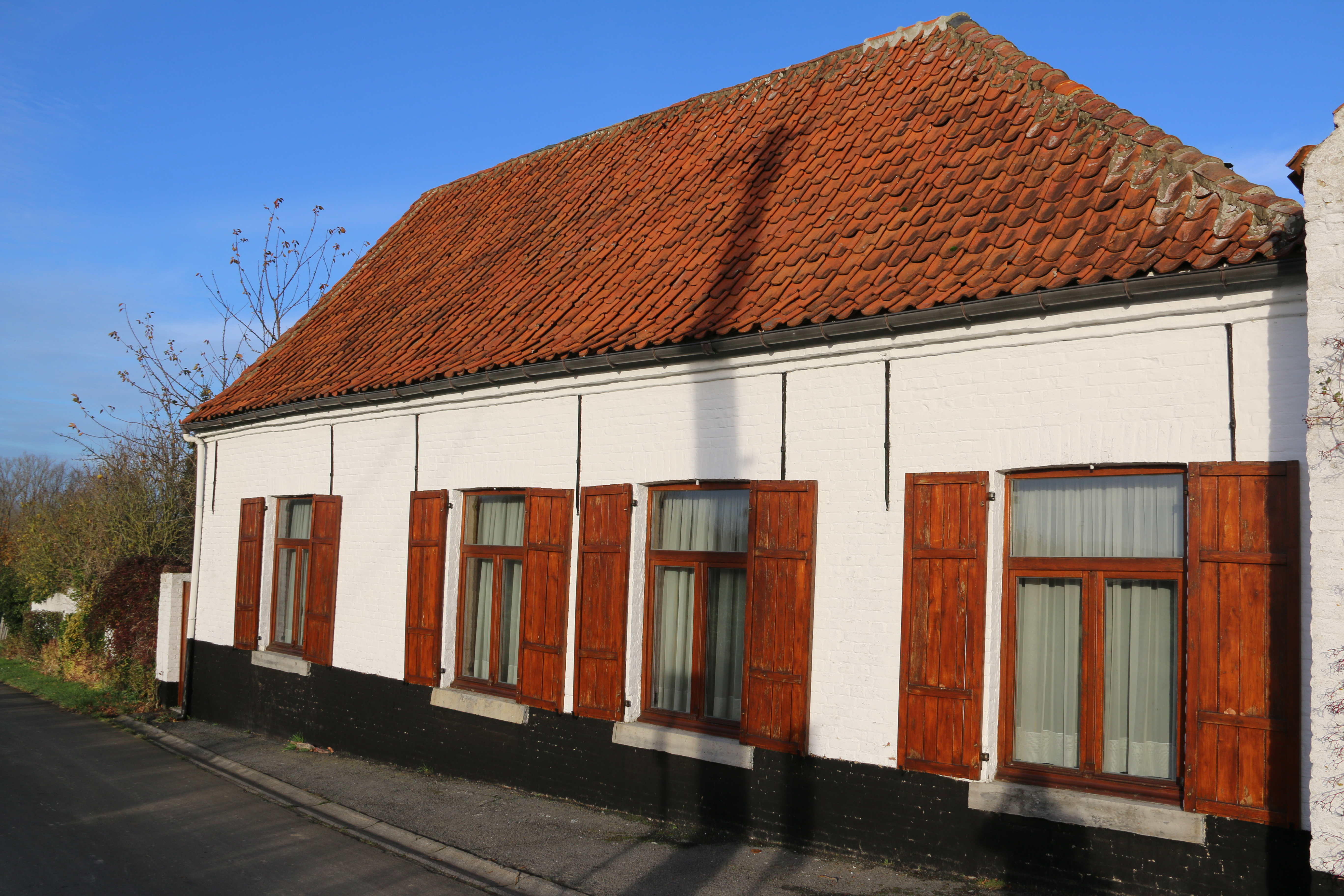